# Konoe Tsunehiro
Konoe Tsunehiro (近衛 経熙) (1761 - 1799), fils du régent Konoe Uchisaki, est un noble de cour japonais (kugyō) de la période Edo (1603–1868). Il n'occupe pas les fonctions de régent kampaku et sessho. Il a pour fils Konoe Motosaki et il adopte une fille de Satsuma Shigehide, huitième daimyo du domaine de Satsuma, qui devient plus tard une consort du shogun Tokugawa Ienari.

## Source de la traduction
- (en) Cet article est partiellement ou en totalité issu de l’article de Wikipédia en anglais intitulé « Konoe Tsunehiro » (voir la liste des auteurs).